# Pruska Wielowiejska
Pruska Wielowiejska (biał. Пруска Велівейская, Pruska Wieliwiejskaja; ros. Пруска Веливейская, Pruska Wieliwiejskaja) – wieś na Białorusi, w obwodzie brzeskim, w rejonie kamienieckim, w sielsowiecie Peliszcze.

## Historia
W XIX i w początkach XX w. położona była w Rosji, w guberni grodzieńskiej, w powiecie brzeskim, w gminie Kamieniec Litewski. Nosiła wówczas nazwę Pruska (ros. Пруска).
W dwudziestoleciu międzywojennym leżała w Polsce, w województwie poleskim, w powiecie brzeskim, w gminie Kamieniec Litewski. W 1921 miejscowość liczyła 89 mieszkańców, zamieszkałych w 14 budynkach, w tym 83 Białorusinów i 6 Polaków. 83 mieszkańców było wyznania prawosławnego i 6 rzymskokatolickiego.
Po II wojnie światowej w granicach Związku Sowieckiego. Od 1991 w niepodległej Białorusi.